# Transports urbains de la communauté urbaine d'Alençon
Pour les articles homonymes, voir Alto.
Vous lisez un « bon article » labellisé en 2008.
Alto est le nom commercial du réseau de transport en commun d’Alençon et de ses environs. Connu sous ce nom depuis le 1991, il est le successeur direct du réseau urbain en place depuis 1965 sur le territoire de la préfecture de l’Orne. Depuis sa dernière restructuration au 10 juillet 2023 afin de desservir l’ensemble des communes de la nouvelle intercommunalité, le réseau se compose de 4 lignes urbaines régulières, 18 lignes à vocation scolaire ouvertes au public, et deux services de transport à la demande (TAD) : le TAD classique, ouvert à tous et destiné à irriguer les communes extérieurs de la communauté urbaine d'Alençon (CUA), et le TAD Access, réservé aux personnes dont le taux d’invalidité est supérieur à 80%.
Son exploitation est assurée par le transporteur Boubet, membre du groupement Réunir, dans le cadre d’un contrat de délégation de service public de six ans depuis le 1er janvier 2017. Le parc de véhicules se compose, au printemps 2019, de 26 véhicules mis à disposition du délégataire par l’autorité organisatrice et 17 appartenant au transporteur et affectés à différents services du réseau Alto.

## Histoire
Alençon s'est dotée d'un réseau d'autobus en 1965. Il est exploité par la Société des transports automobiles de l'ouest (STAO) « à ses risques et périls » pour le compte de la ville d'Alençon puis pour celui du District à sa création en 1969, amenant la création de deux lignes supplémentaires vers les communes voisines en plus des deux lignes qui desservaient déjà Alençon. Au début des années 1970, le service est déficitaire au point qu'en 1973 la question de maintenir ou non le réseau se pose. Le contrat est renouvelé en 1975 avec la STAO, accompagné d'une offre revue, puis réseau passe en régie à une date inconnue.
Le 1er janvier 1991 l'ancienne régie municipale des transports, une des dernières du type en France avec Colmar, est remplacée par un nouvel opérateur filiale du groupe Transexel, la COBAL,,. Le réseau se dote dans le corant de l'année d'une nouvelle identité visuelle et d'un nouveau nom ALTO, acronyme d'Alençon Transport, et d'une nouvelle offre en septembre 1991 composée de quatre lignes couvrant les sept communes du District, : les lignes 1 et 2 couvrant Alençon et les lignes 3 et 4 couvrant les communes limitrophes.
En 1992, les autobus du réseau ont commencé à rouler au Diester à 30 % (biocarburant composé ici d'huile végétale provenant principalement de colza et de méthanol).
Depuis 2003, la moitié des autobus Alto sont équipés de filtres à particules. Ces filtres sont de véritables pièges et empêchent le rejet dans l'air ambiant des éléments nocifs. La communauté urbaine d'Alençon a alors, dans son programme d'investissement, décidé d'équiper l'ensemble des bus du réseau Alto de filtres à particules.

Plan du réseau de bus en 2007.

Les employés de la COBAL ont réclamé pendant leur grève de mars 2008 une augmentation de leurs salaires justifiée par l'infériorité par rapport à ceux de leurs collègues de Caen. Appartenant au même groupe Keolis, le salaire de ces derniers est en effet supérieur de 17 % à ceux du personnel d'Alto, soit une marge d'environ 3 500 € par an. Pour répondre à cette interrogation, Laurence Tilloy, la directrice de la COBAL, a proposé une augmentation de 2,4 % à l'année.
Avant la mise en place du nouveau réseau d'autobus en septembre 2009 les bus Alto circulaient dans dix communes sur un réseau de quatre lignes régulières et six lignes à la demande. La ligne 1 représentait à elle seule 70 % du trafic Alto.
La communauté urbaine d'Alençon a décidé d'accélérer le développement du réseau de bus, avec comme point fort l'ouverture en mars 2016 de la nouvelle gare d'échange du Champ-Perrier. Cet aménagement a répondu à la saturation du pôle d'échange de la Magdelaine qui était l'unique pôle du réseau Alto ; toutes les lignes sans exception passaient par cette station. Seulement, en plein centre-ville, ils n'étaient guère bien placé, les bus encombraient en effet les ruelles étroites du centre et avaient des difficultés pour manœuvrer dans le centre d'Alençon. Cette démarche s'est accompagnée par une piétonisation partielle.
En 2017, le système billettique est modernisé avec la fin des tickets à poinçonner tandis que le réseau est revu avec la fusion des lignes 3A et 3B en une ligne 3.
Le 10 juillet 2023, le réseau est entièrement restructuré avec la mise en place de nouvelles lignes, désignées par des lettres et non plus par des chiffres, aux itinéraires plus directs et desservant de nouveaux quartiers et communes limitrophes ; l'offre de transport à la demande est modifié en particulier le TAD Access pour les personnes à mobilité réduite et la navette de centre-ville disparaît faute de fréquentation.

## Le réseau

### Territoire desservi
Au moment de la création du service de transport urbain d’Alençon en 1965, celui-ci ne couvre alors que la commune, ainsi qu’une partie des communes limitrophes de Damigny, au nord-ouest, et Saint-Germain-du-Corbéis, au sud-ouest. En 2011, les 19 communes de la Communauté urbaine d'Alençon (CUA) sont desservies. Depuis 2019 et la création de la commune nouvelle de L'Orée-d'Écouves par fusion de quatre communes, le réseau dessert les 31 communes de l’intercommunalité, dont 7 avec les quatre lignes urbaines régulières et les 24 autres avec un service de transport à la demande (TAD) :
- Alençon ;
- Arçonnay ;
- Cerisé ;
- Champfleur * ;
- Chenay * ;
- Ciral * ;
- Colombiers * ;
- Condé-sur-Sarthe ;
- Cuissai * ;
- Damigny ;
- Écouves * ;
- La Ferrière-Bochard * ;
- Gandelain * ;
- Héloup * ;
- Lalacelle * ;
- Larré * ;
- Lonrai * ;
- L'Orée-d'Écouves * ;
- Ménil-Erreux * ;
- Mieuxcé * ;
- Pacé * ;
- La Roche-Mabile * ;
- Saint-Céneri-le-Gérei * ;
- Saint-Denis-sur-Sarthon * ;
- Saint-Ellier-les-Bois * ;
- Saint-Germain-du-Corbéis ;
- Saint-Nicolas-des-Bois * ;
- Saint-Paterne - Le Chevain * ;
- Semallé * ;
- Valframbert ;
- Villeneuve-en-Perseigne *.

* Communes desservies uniquement par le service de transport à la demande (TAD) Alto

### Les lignes

#### Lignes régulières
Dans les 9 lignes du réseau Alto, on décompte 3 lignes régulières dont la ligne 1 qui représente à elle-même 70 % du trafic du réseau, la ligne 2 et la ligne 3.
Les bus Alto roulent en semaine de 7 à 20 heures et les dimanches et jours fériés, seule la ligne 1 circule avec un trajet modifié.
| Ligne | Caractéristiques | Caractéristiques                                                                         | Caractéristiques                                                                         | Caractéristiques                                                                         | Caractéristiques                                                                         | Caractéristiques                                                                         | Caractéristiques                                                                         | Caractéristiques                                                                         | Caractéristiques                                                                         |
| 1     | Chevalerie (Centre commercial Perseigne les dimanches et jours fériés) ⥋ Alençon Village | Chevalerie (Centre commercial Perseigne les dimanches et jours fériés) ⥋ Alençon Village | Chevalerie (Centre commercial Perseigne les dimanches et jours fériés) ⥋ Alençon Village | Chevalerie (Centre commercial Perseigne les dimanches et jours fériés) ⥋ Alençon Village | Chevalerie (Centre commercial Perseigne les dimanches et jours fériés) ⥋ Alençon Village | Chevalerie (Centre commercial Perseigne les dimanches et jours fériés) ⥋ Alençon Village | Chevalerie (Centre commercial Perseigne les dimanches et jours fériés) ⥋ Alençon Village | Chevalerie (Centre commercial Perseigne les dimanches et jours fériés) ⥋ Alençon Village | Chevalerie (Centre commercial Perseigne les dimanches et jours fériés) ⥋ Alençon Village |
| ----- | --- | ---------------------------------------------------------------------------------------- | ---------------------------------------------------------------------------------------- | ---------------------------------------------------------------------------------------- | ---------------------------------------------------------------------------------------- | ---------------------------------------------------------------------------------------- | ---------------------------------------------------------------------------------------- | ---------------------------------------------------------------------------------------- | ---------------------------------------------------------------------------------------- |
| 1     | Ouverture / Fermeture 2009 / — | Longueur 9 km                                                                            | Durée 34 min                                                                             | Nb. d’arrêts 33                                                                          | Matériel Standards                                                                       | Jours de fonctionnement L, Ma, Me, J, V, S, D                                            | Jour / Soir / Nuit / Fêtes O / N / N / O                                                 | Voy. / an —                                                                              | Exploitant COBAL                                                                         |
| 1     | Desserte : - Commune desservie : Alençon. - Principaux arrêts : Courteille, gare SNCF, cité administrative, Champ Perrier, Montsort, centre commercial Perseigne, collège Louise Michel, Abbé Letacq, Marguerite de Navarre.       |                                                                                          |                                                                                          |                                                                                          |                                                                                          |                                                                                          |                                                                                          |                                                                                          |                                                                                          |
| 1     | Autre : Fréquence d'un bus toutes les 15 à 20 minutes de 7 h 4 à 19 h 56. |                                                                                          |                                                                                          |                                                                                          |                                                                                          |                                                                                          |                                                                                          |                                                                                          |                                                                                          |
| 1     | Dernière actualisation : — |                                                                                          |                                                                                          |                                                                                          |                                                                                          |                                                                                          |                                                                                          |                                                                                          |                                                                                          |
| 2     | Croix Mercier (Lazare Carnot à certains services) ⥋ Condé Moulin | Croix Mercier (Lazare Carnot à certains services) ⥋ Condé Moulin                         | Croix Mercier (Lazare Carnot à certains services) ⥋ Condé Moulin                         | Croix Mercier (Lazare Carnot à certains services) ⥋ Condé Moulin                         | Croix Mercier (Lazare Carnot à certains services) ⥋ Condé Moulin                         | Croix Mercier (Lazare Carnot à certains services) ⥋ Condé Moulin                         | Croix Mercier (Lazare Carnot à certains services) ⥋ Condé Moulin                         | Croix Mercier (Lazare Carnot à certains services) ⥋ Condé Moulin                         | Croix Mercier (Lazare Carnot à certains services) ⥋ Condé Moulin                         |
| 2     | Ouverture / Fermeture 2009 / — | Longueur 9 km                                                                            | Durée 26 min                                                                             | Nb. d’arrêts 25                                                                          | Matériel Standards ? Midibus ?                                                           | Jours de fonctionnement L, Ma, Me, J, V, S                                               | Jour / Soir / Nuit / Fêtes O / N / N / N                                                 | Voy. / an —                                                                              | Exploitant COBAL                                                                         |
| 2     | Desserte : - Commune desservie : Alençon. - Principaux arrêts : Croix Mercier, Lycée Alain, Puits au Verrier, Champ Perrier, Hôpital, Estienne d'Orves, centre commercial.                                                         |                                                                                          |                                                                                          |                                                                                          |                                                                                          |                                                                                          |                                                                                          |                                                                                          |                                                                                          |
| 2     | Autre : Fréquence d'un bus toutes les 30 minutes de 7 h 18 à 19 h 49. |                                                                                          |                                                                                          |                                                                                          |                                                                                          |                                                                                          |                                                                                          |                                                                                          |                                                                                          |
| 2     | Dernière actualisation : — |                                                                                          |                                                                                          |                                                                                          |                                                                                          |                                                                                          |                                                                                          |                                                                                          |                                                                                          |
| 3     | Montfoulon ⥋ Templierie par Hôtel de Ville (3A) ou Gare SNCF (3B) | Montfoulon ⥋ Templierie par Hôtel de Ville (3A) ou Gare SNCF (3B)                        | Montfoulon ⥋ Templierie par Hôtel de Ville (3A) ou Gare SNCF (3B)                        | Montfoulon ⥋ Templierie par Hôtel de Ville (3A) ou Gare SNCF (3B)                        | Montfoulon ⥋ Templierie par Hôtel de Ville (3A) ou Gare SNCF (3B)                        | Montfoulon ⥋ Templierie par Hôtel de Ville (3A) ou Gare SNCF (3B)                        | Montfoulon ⥋ Templierie par Hôtel de Ville (3A) ou Gare SNCF (3B)                        | Montfoulon ⥋ Templierie par Hôtel de Ville (3A) ou Gare SNCF (3B)                        | Montfoulon ⥋ Templierie par Hôtel de Ville (3A) ou Gare SNCF (3B)                        |
| 3     | Ouverture / Fermeture 2009 / — | Longueur 9 km                                                                            | Durée 25-30 min                                                                          | Nb. d’arrêts 30                                                                          | Matériel —                                                                               | Jours de fonctionnement L, Ma, Me, J, V, S                                               | Jour / Soir / Nuit / Fêtes O / N / N / N                                                 | Voy. / an —                                                                              | Exploitant REUNIR CUA                                                                    |
| 3     | Desserte : - Communes desservies : Alençon, Damigny et Saint-Germain-du-Corbéis. - Principaux arrêts : universités, collège Balzac, Conseil Général, gare SNCF, Champ Perrier, Pont Neuf, collège Racine, Saint Germain Chauvigny. |                                                                                          |                                                                                          |                                                                                          |                                                                                          |                                                                                          |                                                                                          |                                                                                          |                                                                                          |
| 3     | Autre : Fréquence d'un bus toutes les 30 à 60 minutes de 7 h 19 à 19 h 32. |                                                                                          |                                                                                          |                                                                                          |                                                                                          |                                                                                          |                                                                                          |                                                                                          |                                                                                          |
| 3     | Dernière actualisation : — |                                                                                          |                                                                                          |                                                                                          |                                                                                          |                                                                                          |                                                                                          |                                                                                          |                                                                                          |

#### Arrêts

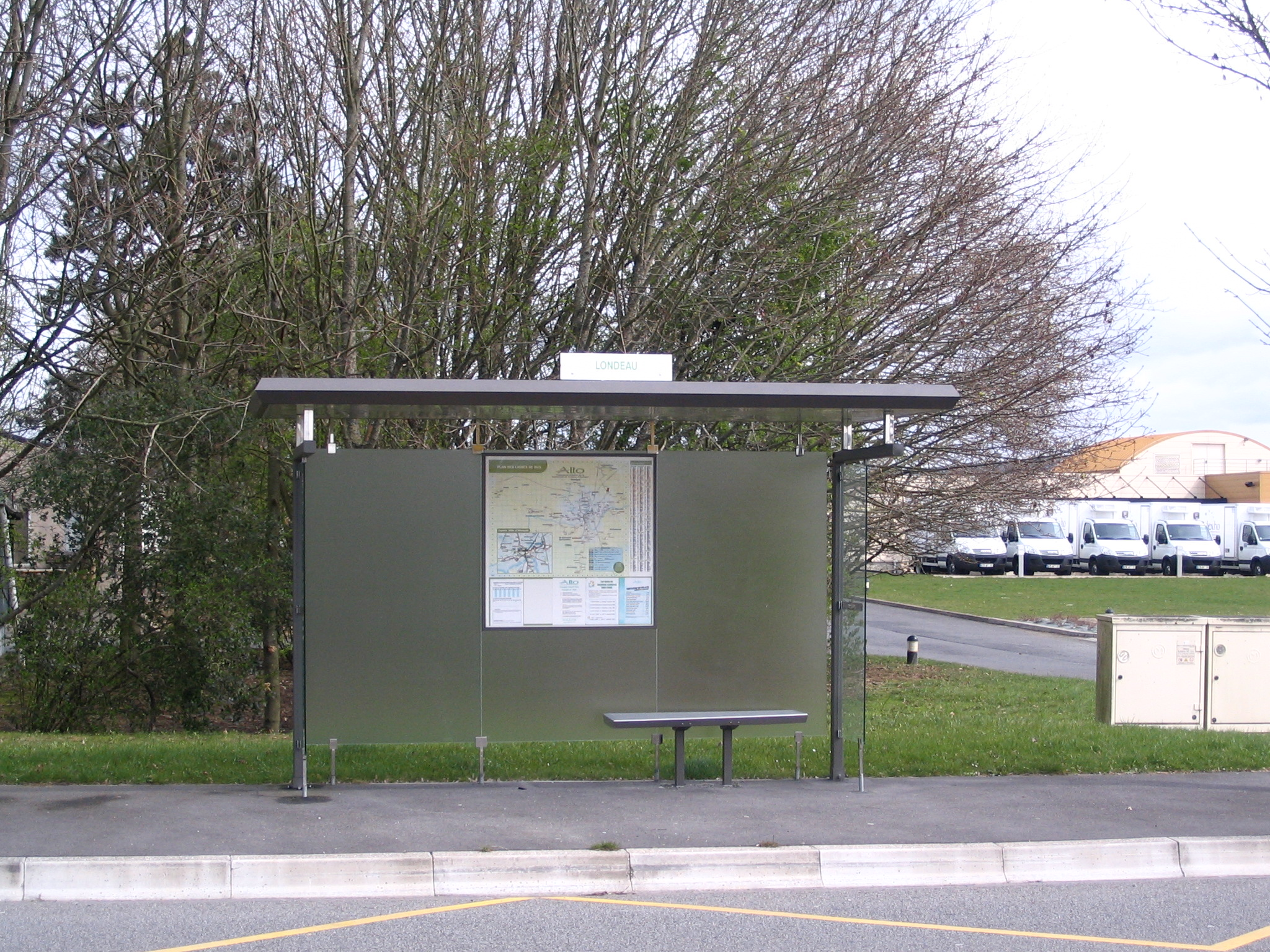
Un des arrêts de bus du réseau renouvelés en été 2007.

375 arrêts de bus, dont 60 équipés d'abribus qui ont tous été renouvelés en été 2007, sont disposés sur les lignes du réseau. Toutes les lignes du réseau font correspondance au pôle d'échange Champ-Perrier qui se situe au centre-ville d'Alençon.
Tous les points d'arrêt du réseau comportent le nom de l'arrêt, les numéros et le plan des lignes qui le desservent, la direction et le sens de la ligne, ainsi que le logo Alto. En dessous, la zone d'information doit contenir la grille horaire des lignes, parfois le tarif des titres, l'adresse du point de vente de titres de transport le plus proche, ou encore des conseils comme « faire signe au conducteur » ou « monter par la porte avant », et enfin, uniquement s'il y a des abris, ces derniers comprennent le plan du réseau.

## Identité visuelle

### Logos

Le logo du réseau de 1997 à 2009.

En 1997, au moment de la création de la CUA, le logo est modifié. La forme singulière du A en forme de triangle est conservée, mais celui-ci n’est désormais plus entier mais prend la forme d’un angle droit, la base étant absente, composé de deux Y entrecroisés. Le premier, à gauche, est gris afin de reprendre l’aspect de l’ancien logo, tandis que le second, à droite, est vert. Ils forment deux barres parallèles, créant ainsi la barre centrale du A. Les autres lettres conservent leur graphie minuscule, mais deviennent verte. L’ensemble est souligné par le nom de l’autorité organisatrice, la Communauté urbaine d'Alençon.

Le logo de 1991.

En 1991, au moment du dépôt de la marque Alto , celui-ci est doté d’un logo relativement simpliste. Celui-ci prend la forme d’un triangle vert, symbolisant un A reconnaissable par une barre centrale et une barre diagonale à gauche dessiné en gris. Les lettres LTO nécessaires pour compléter le nom de la marque Alto sont inscrites en lettres minuscules de couleur à l’intérieur.

## Intermodalité

### Transport ferroviaire

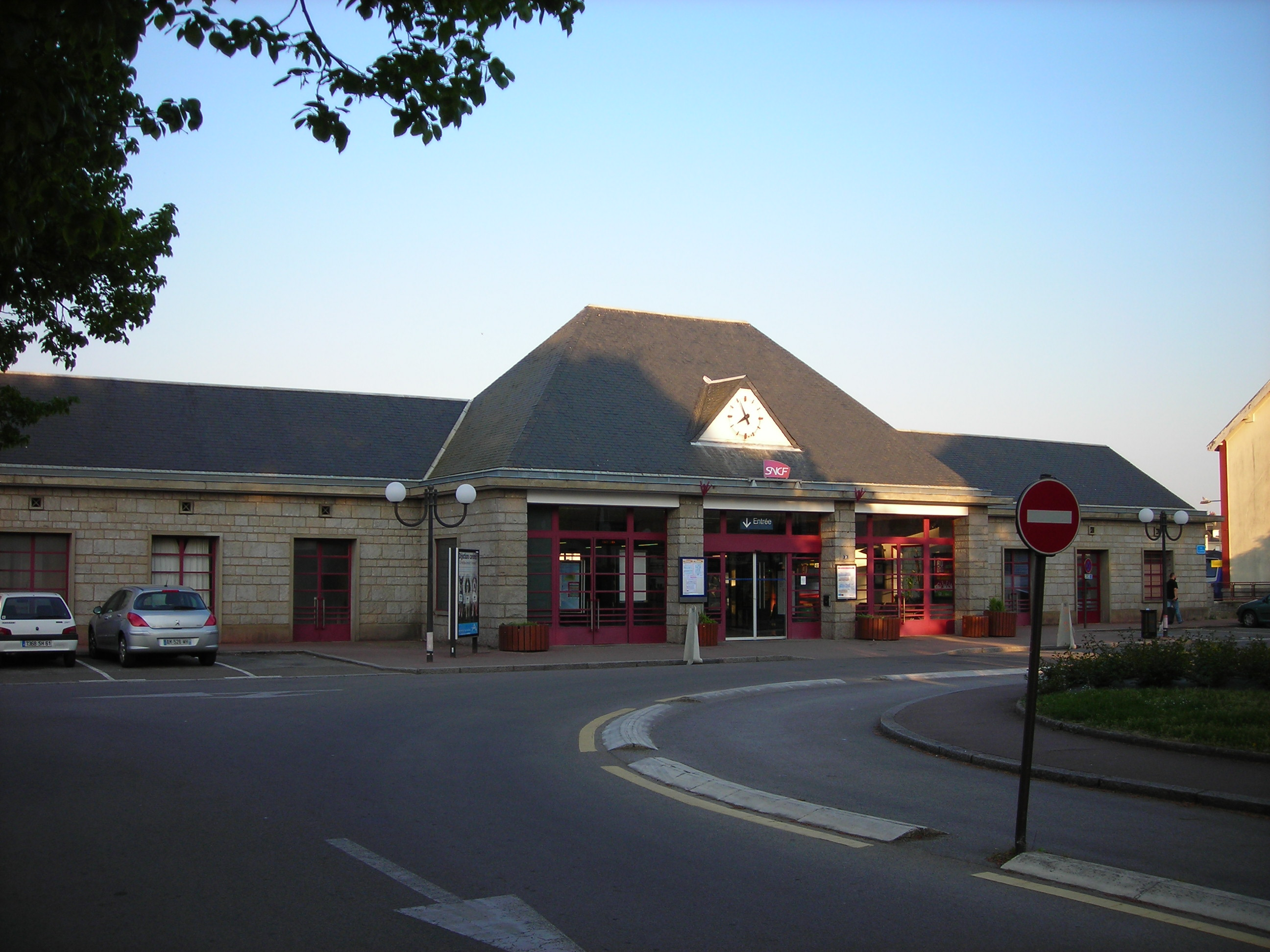
Trois des quatre lignes Alto passent devant la gare d’Alençon.

Depuis la fermeture au trafic voyageurs des gares de Champfleur et Vingt-Hanaps sur la ligne du Mans à Mézidon et la déclassification des lignes d'Alençon à Condé-sur-Huisne et d’Alençon à Domfront, la gare d'Alençon est la seule gare ouverte située sur le territoire intercommunal. Elle est desservie par trois des quatre lignes du réseau Alto.
Elle dispose d’une salle d’attente et d’un guichet de vente aux horaires d’ouvertures du bâtiment voyageurs, ainsi que d’un Relay et de distributeurs automatiques.

## Exploitation

### État de parc

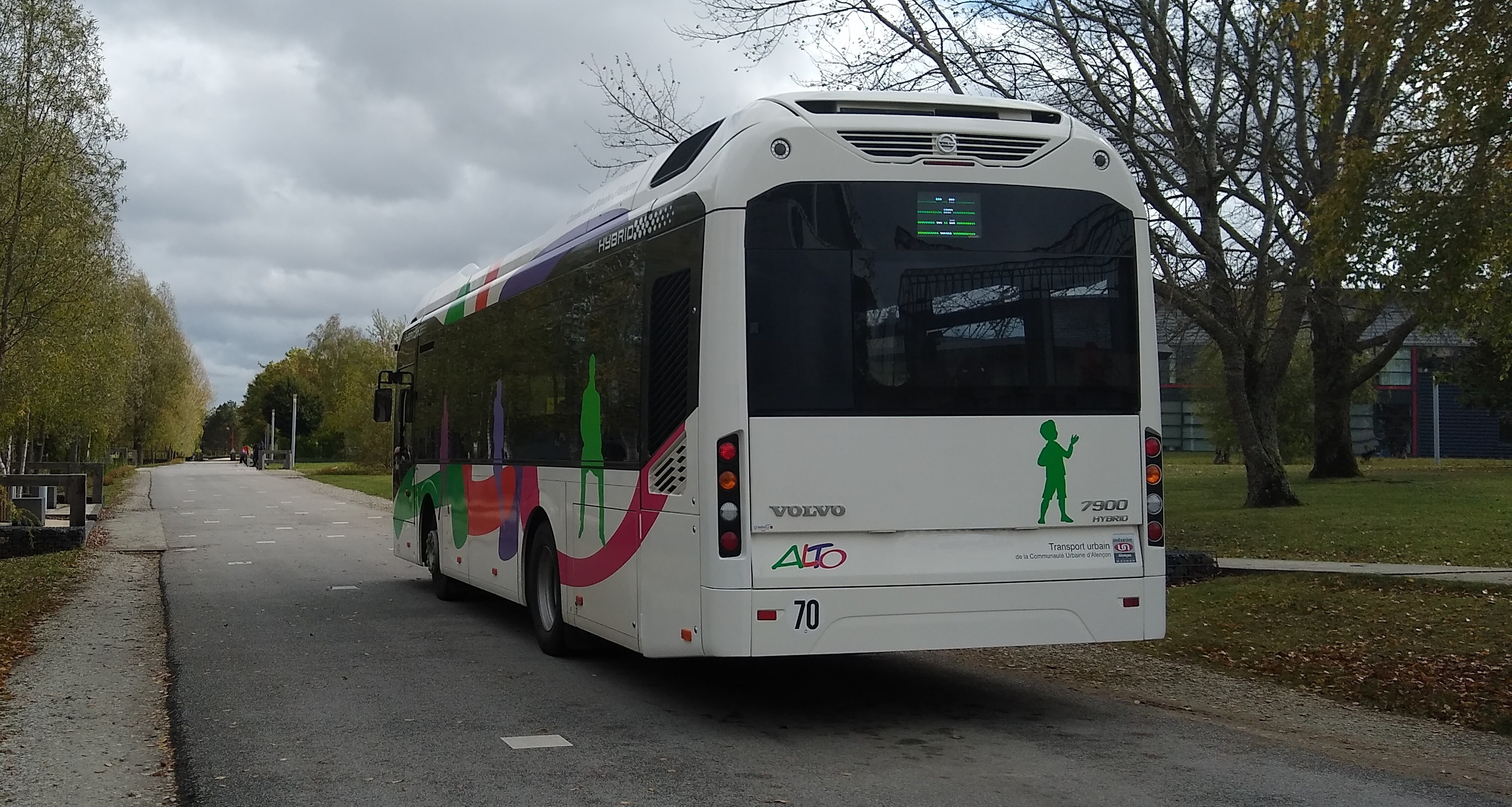
Les véhicules les plus récents du parc Alto sont des Volvo 7900 Hybrid, au nombre de 7 et réceptionnés en 2017.

En janvier 2019, le parc se compose de 43 véhicules, dont 26 mis à disposition du délégataire par l’autorité organisatrice et 17 appartenant au transporteur Boubet.
La communauté urbaine d'Alençon (CUA) est alors propriétaire de 3 minibus (2 Renault Master et un Vehixel Cityos 3/23 sur châssis Mercedes-Benz), 5 midibus (3 Heuliez GX 127 et 2 Heuliez GX 117) et 15 véhicules standards (7 Volvo 7900 Hybrid, 4 Mercedes-Benz Citaro, 2 Irisbus Citelis 12, 1 Heuliez GX 327 et 1 Setra S 315 NF), auxquels s’ajoutent trois véhicules de service. L’ensemble des véhicules sont alors accessibles aux PMR, et la moyenne d’âge du parc (hors véhicules de service) est alors d’un peu moins de 8 ans.
Les autocars Boubet affectent quant à eux 17 véhicules de son parc pour assurer les services scolaires et les services de transport à la demande. Cette flotte, d’une moyenne d’âge de 4 ans et demi, se décompose en huit autocars (7 Iveco Crossway et 1 Irisbus Récréo), trois minicars (1 Mercedes-Benz Sprinter, 1 Ferqui Sunrise sur base Iveco et 1 Mercedes-Benz Vario) et six véhicules légérs (1 Fiat Ducato, 3 Nissan NV200 et 2 Toyota Prius).

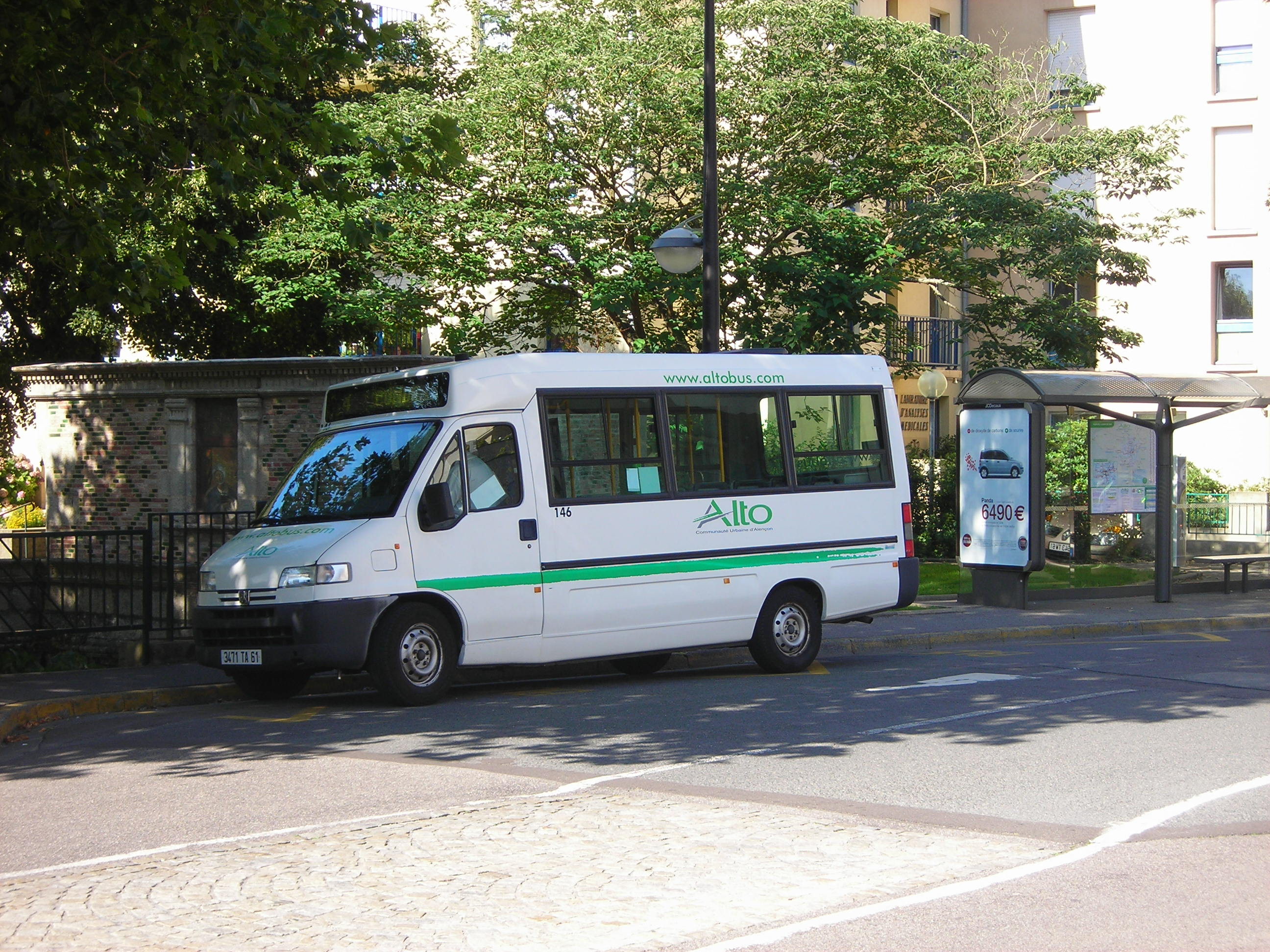
En 2016, ce Peugeot Boxer de 1999 est l’un des plus vieux véhicules du réseau Alto.

La volonté à la fois de l’autorité organisatrice et du nouvel exploitant ont permis de réduire la moyenne d’âge de plusieurs années. Pour comparaison, lors du dernier jour d’exploitation du réseau par la COBAL au 31 décembre 2016, la moyenne d’âge du parc est alors de 11.5 ans au total, avec un peu plus de 10 ans de moyenne pour les véhicules de la CUA et 16 ans pour les autocars mis à disposition par le groupe Keolis, 2 Renault Tracer et 2 Renault Ares, tous mis en service en 2000. Le parc de la CUA se compose quant à lui de 3 minibus (2 Renault Master et 1 Peugeot Boxer), 7 midibus (3 Heuliez GX 127 et 4 Heuliez GX 117) et 11 véhicules standards (1 Heuliez GX 317, 1 Heuliez GX 327, 2 Irisbus Citelis 12, 4 Mercedes-Benz Citaro et 2 Setra S 315 NF), dont les plus anciens sont alors l’un des Heuliez GX 317 et le Peugeot Boxer, respectivement mis en service en avril et juillet 1999, tandis que le plus récent est alors un Mercedes-Benz Citaro C2 mis en service deux ans plus tôt.

### Dépôts

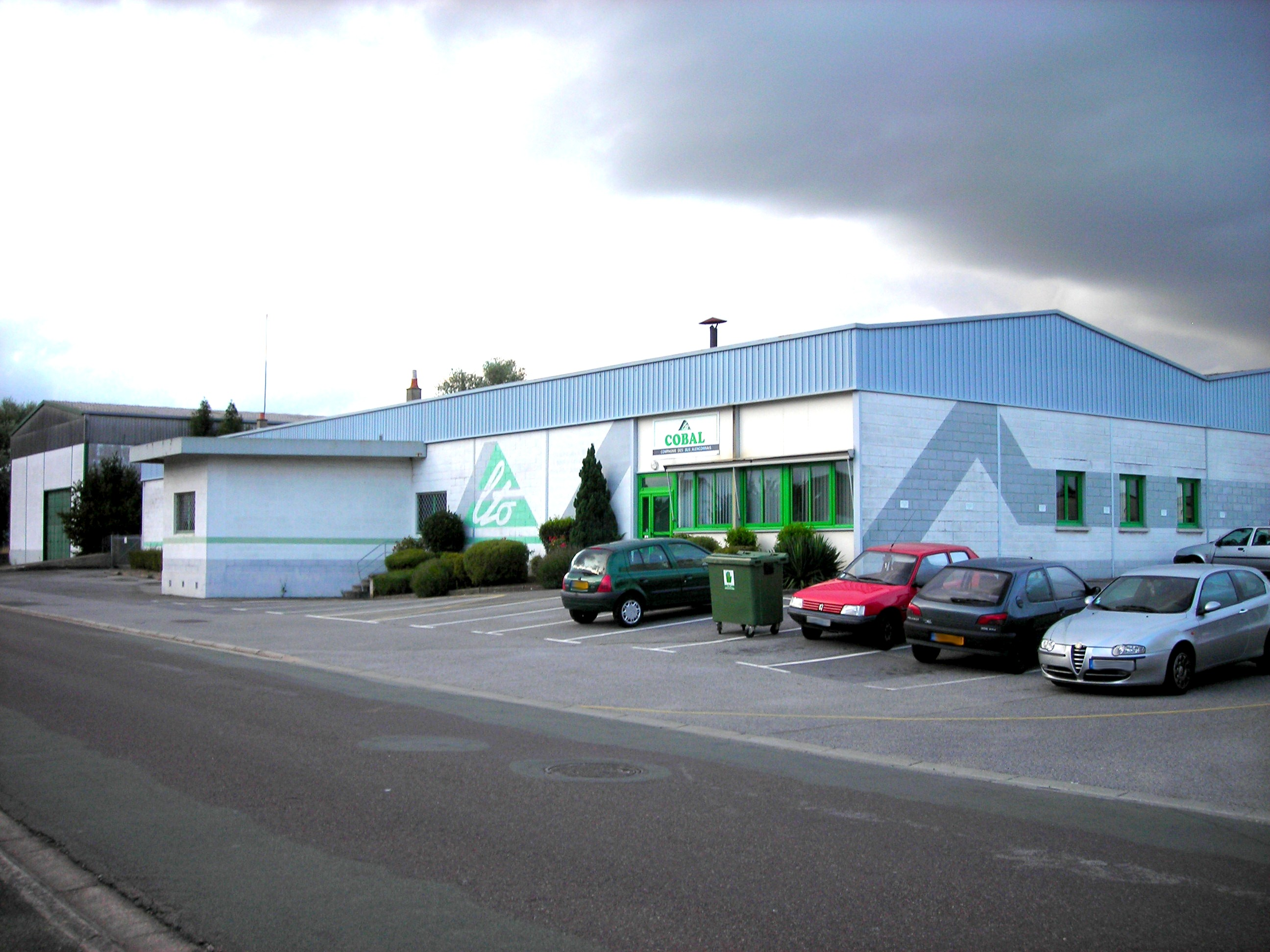
L’ancien dépôt, remplacé en 2021.

### Sécurité
Conformément à l’arrêté du 27 juillet 2004 relatif au contrôle technique des véhicules lourds, l’ensemble du parc est soumis à un contrôle technique, effectué par un centre indépendant et reconnu, valable 6 mois,. Au cours de cette visite, tous les éléments de sécurité ainsi que l’arrimage des sièges, le fonctionnement des portes ou encore les feux sont vérifiés,.

Un second arrêté, dit du 2 juillet 1982 relatif aux transports en commun de personnes, impose un certain nombre de sécurités à bord des véhicules, telles que la présence de moyens de lutte contre l’incendie, notamment un extincteur.

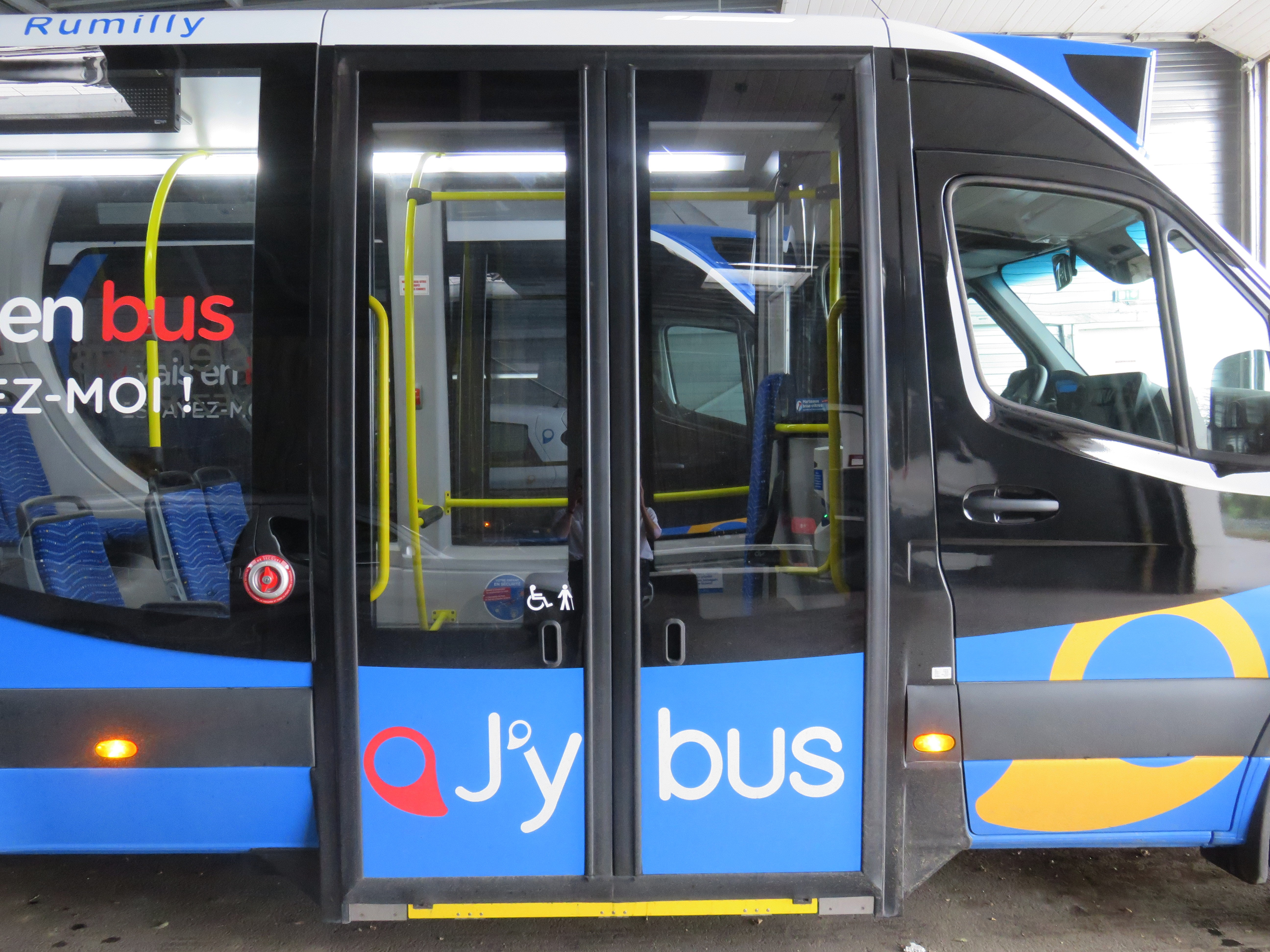
Les portes des véhicules sont dotées de bords sensibles, capables d’empêcher leurs fermetures en cas d’anomalie. On note aussi, à gauche, la présence du robinet d’ouverture d’urgence depuis l'extérieur.

Les portes sont dotées de bords sensibles, capable de remarquer la présence d’un corps étranger entre les battants. En cas d’anomalie, cette sécurité entraîne un phénomène de réversion, c’est-à-dire la réouverture des portes. En cas de problème empêchant l’ouverture des battants depuis le poste de conduite, deux mécanismes, l’un à l’extérieur et l’autre à l’intérieur, sont installés à proximité des portes latérales et permettent de déclencher la décompression, c’est-à-dire le fait de vider les réserves d’air comprimé, rendant ainsi les battants inertes et maniables à la main.

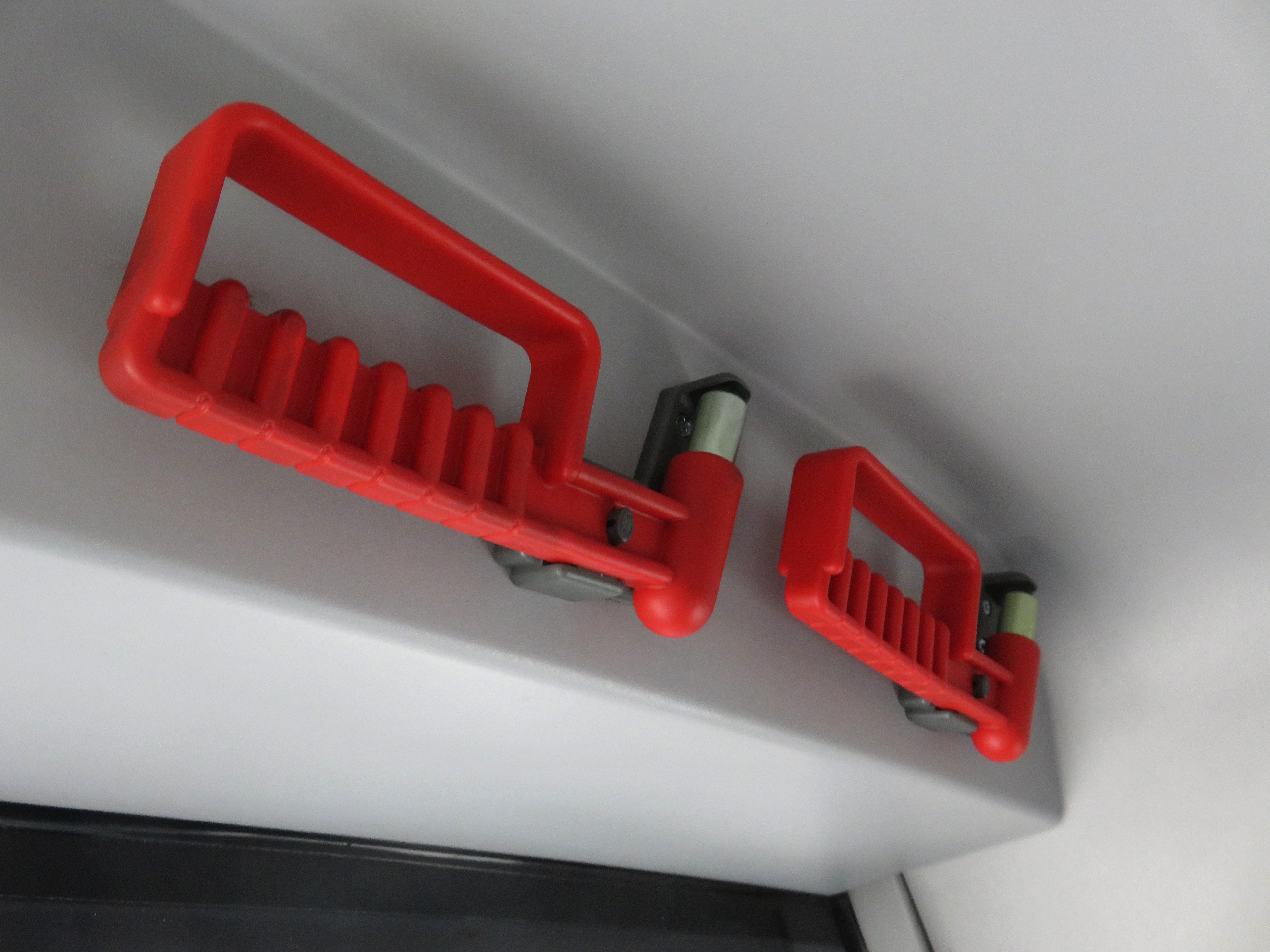
L’ensemble des véhicules est équipés de marteaux brise-vitre afin de pouvoir casser les vitres pour évacuer en cas d’urgence.

Enfin, tous les bus et cars sont équipés de marteaux brise-vitre situés derrière le conducteur. Ceux-ci sont utilisés, en cas d’impossibilité totale d’évacuer par les portes, afin de casser une ou plusieurs vitres en verre de sécurité trempé, identifiables par la mention « Issue de secours » inscrites dessus lisibles à la fois de l’intérieur et de l‘extérieur des véhicules.

### Personnel d’exploitation
La COBAL est composée de 40 salariés dont 31 conducteurs, 2 hôtesses de vente, 3 agents de maintenance, 3 responsables de service et 1 directeur.

### Tarification et points de vente

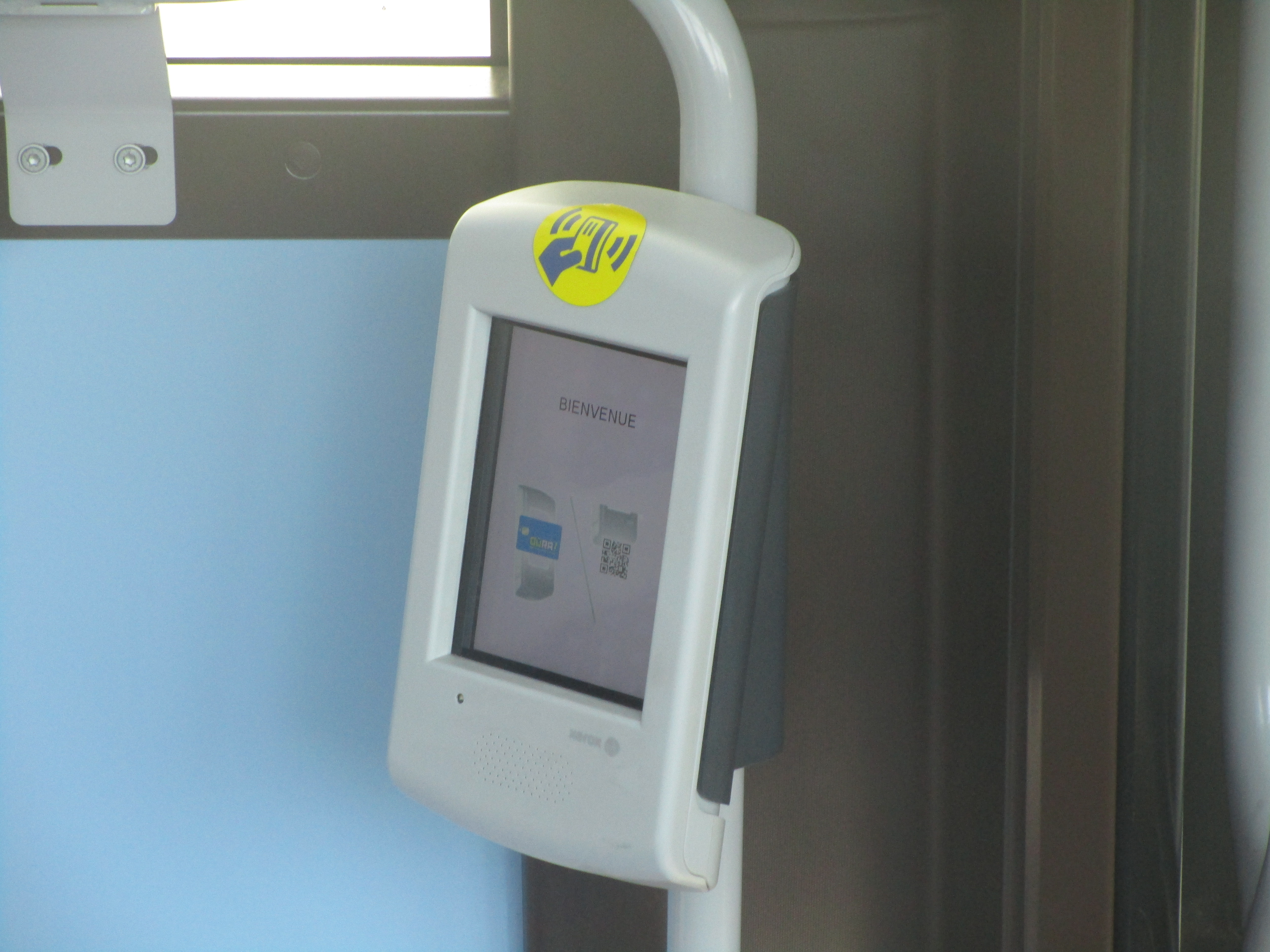
Chaque véhicule est équipé d’un oblitérateur, où les usagers doivent valider leurs tickets, y compris en correspondance.

L’accès aux véhicules est payant, à l’exception des enfants de moins de 6 ans. La billettique prend la forme de billets sans contact (BSC), chargé de tickets à l’unité ou d’abonnements. Ils sont à valider sur les appareils prévus à cet effet dès la montée à bord,.
Les tickets unitaires sont en vente uniquement à bord des véhicules, auprès des conducteurs. Le prix de ce ticket est unique, tandis que des carnets de 10 tickets sont proposés à tarif préférentiel à tous. Ils sont vendus par un réseau de 10 dépositaires (en 2023), composé principalement de bureaux de tabac et de commerces et répartis sur les communes d’Alençon, Arçonnay, Condé-sur-Sarthe, Damigny et Saint-Germain-du-Corbéis.
L’agence commerciale Alto reste le principal point de vente pour les titres de transport, les proposant tous à la vente à l’exception du ticket unitaire. Installé sur la place du Champ-Perrier à Alençon (45° 34′ 05″ N, 5° 55′ 14″ E
), il assure une permanence pour le public du lundi au vendredi et est notamment le seul endroit à pouvoir fournir des abonnements. Ceux-ci sont mensuels ou annuels et permettent de se déplacer sans limite sur le réseau, excepté pour les abonnements scolaires qui n’autorise qu’un aller-retour quotidien. Un tarif réduit est proposé aux demandeurs d’emploi, mais aussi aux personnes âgées de moins de 26 ans ou de plus de 65 ans. Ce dernier tarif est également valable pour les personnes à mobilité réduite souffrant d’une invalidité d’au moins 80 % selon les critères de la MDPH.

## Impact socio-économique

### Trafic
| Année | Fréquentation (voyages) | Nombre de kilomètres parcourus | Voyages par an et par habitant |
| ----- | ----------------------- | ------------------------------ | ------------------------------ |
| 2008  |                         | 596 917                        |                                |
| 2009  |                         | 623 659                        |                                |
| 2010  |                         | 641 072                        |                                |
| 2011  | 1 617 040               | 687 688                        |                                |
| 2012  | 1 625 192               | 701 770                        |                                |
| 2013  | 1 664 319               | 696 308                        |                                |
| 2014  | 1 515 865               | 774 548                        |                                |
| 2015  | 1 482 409               | 805 524                        |                                |
| 2016  | 1 469 885               | 826 826                        |                                |
| 2017  | 1 488 534               | 934 696                        |                                |
| 2018  | 979 533                 | 891 733                        |                                |
| 2019  | 1 039 000               |                                |                                |